# Lebia aztec
Lebia aztec är en skalbaggsart som beskrevs av Reichardt. Lebia aztec ingår i släktet Lebia och familjen jordlöpare. Inga underarter finns listade i Catalogue of Life.